# 傑列瓦奇
49°40′2″N 24°0′10″E / 49.66722°N 24.00278°E

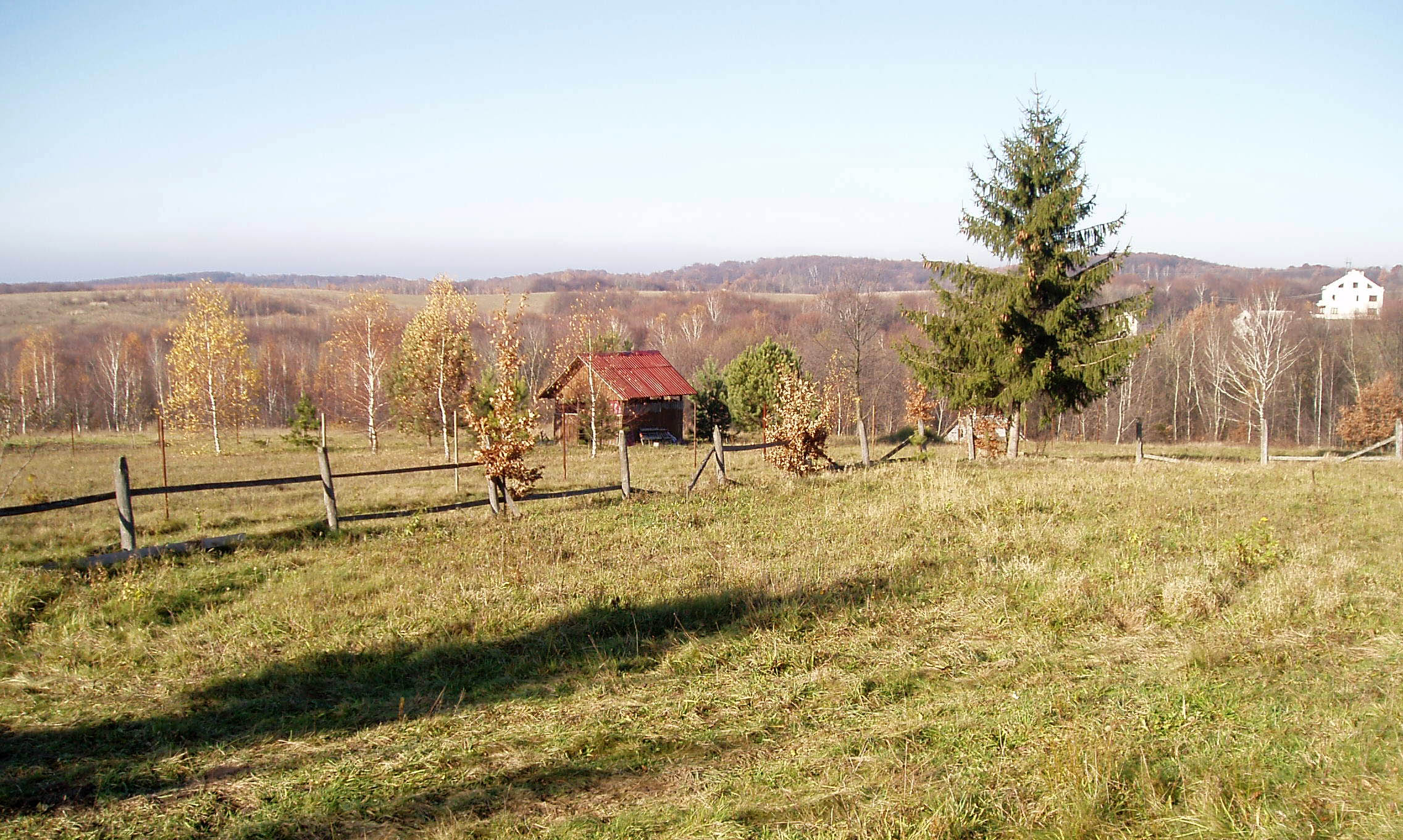
杰列瓦奇

傑列瓦奇（烏克蘭語：Деревач），是烏克蘭西部的村莊，隸屬利維夫州的利維夫區。該村面積1.2平方公里，海拔高度365米，2001年人口130，人口密度每平方公里108.33人。